# シュラミット・ラピッド
シュラミット・ラピッド (Shulamit Lapid; ヘブライ語: שולמית לפיד, 1934年11月９日 - ) はイスラエルの小説家、劇作家。純文学からミステリー、児童文学、戯曲も手掛ける多才な作家である。

## 経歴
シュラミット・ギラディ (後にラピッド) は、テルアビブに生まれた。父親のダビッド・ギラディ (オーストリア＝ハンガリー帝国トランシルヴァニア生まれ) は、ジャーナリスト、小説家、そして翻訳家で、イスラエルの新聞マアリヴの創設者の１人であった。ラピッドの作品『Veulai Lo Hayu』の中で彼女は、父親のイスラエルへの移民、イスラエル社会への融和、そして1930年代から40年代にかけての彼女自身のテルアビブでの子ども時代を記録している。ラピッドは兵役を終えると父親の赴任していたフランスを拠点に、フランスやイギリスの大使館で働き言語を習得した。帰国後エルサレムのヘブライ大学で東洋学を専攻した。
ラピッドはジャーナリストで政治家ヨセフ・ラピッドの妻であった。彼らの3人の子どもは、ミハル (1984年に自動車事故で死亡)、メラフ、そしてヤイルである。ヤイルはイスラエルの著名な政治家、小説家、ジャーナリスト、テレビパーソナリティで、イスラエルの元首相である。

## 作家活動
ラピッドは結婚後に子育てをしながら文芸批評や短篇を書き、最初の作品集『魚座』を1969年に出版した。彼女は歴史小説、社会的事件や人種差別を扱った写実作品、そしていくつかの探偵小説を書いた。長編第1作で代表作の『ガイ・オニ』 (1982年) は、ロシアのポグロムに遭った16歳の少女がパレスチナに移民して暮らす物語。ラピッドはシオニストの物語における女性の役割を書いた最初のヘブライ語作家の一人である。彼女の第2作『壊れた器のごとく』 (1984年) は、古美術商モーゼズ・ウィルヘルム・シャピラの物語である。『Havat Haalamot』は第2次アリーヤ― (イスラエルへの移民) でガリラヤ湖に近い農場で女性の農場訓練プロジェクトに参加した、『ガイ・オニ』の主人公を追ったものである。
ラピッドはいくつかの児童書も執筆し、またシュロモ・グロニッチが作曲した歌『ローザ・マルチパン』の歌詞も書いている。
ラピッドのスパイ小説はイスラエルで特に人気がある。彼女はリジ―・バドゥヒという主人公を創作し、この人物はラピッドのスリラー6作品に登場している。バドゥヒは南部の都市ベエルシェバのジャーナリストで、地方紙『南タイムス』の記者をしており、どの作品でも誰も彼女に解決を頼んでいない事件に関わっている。このシリーズの最初の作品『Mekomon』 (1989年) は、このジャンルのイスラエルにおける嚆矢となった。バドゥヒは「大きすぎる靴でよたよた歩き、大きすぎるイヤリングを着け」ながら、いくつもの事件を解決した。
ラピッドの戯曲は次の通り：HaYerusha (相続)、Abandoned Property (放棄された財産)、Mifal Hayav (彼のライフワーク)、そしてA Surrogate's Womb (代理出産)。
ラピッドはヘブライ語作家協会の会長であった。

## 受賞と栄誉
1987年、ラピッドは文学に対する総理大臣賞を受賞した。1996年にはニューマン賞を受賞。2013年には『Abandoned Furniture』でスタイマツキー賞。彼女はまた『Nunia』で出版社協会の金銀賞も受賞している。

## 作品

### 児童書
- Schpitz (Masda 1971)
- Oded Hameluhlah (Keter 1988)
- Hasmiha Zehaba (Keter 1988)

### 小説
- 1982 – Gai Oni (Valley of Strength) – Keter
- 1984 – Ke-heres Ha-nishbar (壊れた器のごとく) – Keter
- 1998 – Etsel Babu (Chez Babou) – Keter
- 2000 – Pilegesh ba-Midbar (Concubine on the Hill) – Keter
- 2002 – Hibuk Dov (Bear Hug) – Bavel
- 2006 – Havat Ha-Alamot (Hebrew: The Maidens' Farm; English: Nunia) – Keter
- 2011 – Veulai Lo Hayu (Maybe They Were Not) – Keter
- 2012 – Ta'ut Enosh (Human Error) – Keter

### 物語
- Shalvat Shotim (Masda 1974)
- Mazal Dagim (Eked 1969)
- Kadahat (Yahdav 1979)
- Halomot Shel Aherim (Keter 2014)

### リジー・バドゥヒ・シリーズ
- Mekomon (Keter 1989)
- Pityon (Keter 1991) (Bait 餌）
- Hatakhshit (Keter 1992) (宝石[1])
- Hol Ba-einayim (Keter 1997)
- Pilegesh Bagiv'a (Keter 2000)
- Sof Onat Halimonim (Keter 2007)[6]

## 日本語に翻訳された著作
- 「地の塩」殺人事件 : 女記者リジー・バドゥヒ. 母袋夏生 訳, マガジンハウス, 1997.9, ISBN 4-8387-0872-6 (原題: Bait)
- ビジネス. 母袋夏生 訳, 『砂漠の林檎 : イスラエル短編傑作選』所収, 河出書房新社, 2023.8, ISBN 978-4-309-20890-9

## 戯曲
- Abandoned Property directed by Aharon Almog, costumes by Eli Sinai, music by Misha Balhrovic, staged at the Cameri Theater in March 1987, at Habima Theater in 2006, directed by Itzik Weingarten, and conducted currently at Nozar Theater.
- A Surrogate's Womb directed by Ilan Ronen, scenery and costume work by Rut Dar, music by Dan Hendelsmann, staged at the Cameri Theater in April 1990.
- Mifal Hayav directed by Ori Pester, scenery and costume work by Dudu Mazah, music by Ori Vidislavsky, staged at the Cameri Theater in March 1992.
- Haflagot directed by Amit Gazit, scenery and costume work by Tal Yitzhaki, music by Eldad Lidor, staged at the Cameri Theater in January 1997.